# Коднянська сільська рада
Коднянська сільська рада — колишня адміністративно-територіальна одиниця та орган місцевого самоврядування у Коднянському (Солотвинському), Іванківському (Левківському), Троянівському, Коростишівському і Житомирському районах Волинської округи, Київської й Житомирської областей Української РСР та України з адміністративним центром у с. Кодня.

## Населені пункти
Сільській раді були підпорядковані населені пункти:
- с. Кодня

## Населення
Кількість населення ради, станом на 1923 рік, становила 2 517 осіб, кількість дворів — 350.
Кількість населення ради, станом на 1931 рік, становила 1 176 осіб.
Відповідно до результатів перепису населення СРСР, кількість населення ради, станом на 12 січня 1989 року, становила 2 351 особу.
Станом на 5 грудня 2001 року, відповідно до перепису населення України, кількість мешканців сільської ради становила 2 127 осіб.

## Склад ради
Рада складалася з 16 депутатів та голови.

## Керівний склад сільської ради
| ПІБ                             | Основні відомості                                                         | Дата обрання | Дата звільнення |
| ------------------------------- | ------------------------------------------------------------------------- | ------------ | --------------- |
| Бовсунівська Наталія Феофілівна | Сільський голова, 1965 року народження, освіта, член народної партії      | 26.03.2006   | 31.10.2010      |
| Бовсунівська Наталія Феофілівна | Сільський голова, 1965 року народження, освіта вища, член народної партії | 31.10.2010   |                 |

Примітка: таблиця складена за даними джерела

## Історія
Створена 1923 року в складі містечкової та сільської частин містечка Кодня Коднянської волості Житомирського повіту Волинської губернії.
Станом на 1 вересня 1946 року сільська рада входила до складу Троянівського району Житомирської області, на обліку в раді перебувало с. Кодня.
11 серпня 1954 року, відповідно до указу Президії Верховної ради Української РСР «Про укрупнення сільських рад по Житомирській області», до складу ради приєднано територію та с. Закусилівка ліквідованої Закусилівської сільської ради. 27 червня 1969 року, відповідно до рішення Житомирського облвиконкому № 313 «Про зміни в адміністративно-територіальному поділі», с. Закусилівка приєднане до с. Кодня.
На 1 січня 1972 року сільська рада входила до складу Житомирського району Житомирської області, на обліку в раді перебувало с. Кодня.
Припинила існування 31 січня 2020 року через приєднання до складу Станишівської сільської територіальної громади Житомирського району Житомирської області.
Входила до складу Коднянського (Солотвинського, 7.03.1923 р.), Іванківського (Левківського, 27.06.1925 р.), Троянівського (15.09.1930 р.), Житомирського (28.11.19157 р., 4.01.1965 р.) та Коростишівського (30.12.1962 р.) районів.